# Raffinement de maillage adaptatif
 (novembre 2021).
Si vous disposez d'ouvrages ou d'articles de référence ou si vous connaissez des sites web de qualité traitant du thème abordé ici, merci de compléter l'article en donnant les références utiles à sa vérifiabilité et en les liant à la section « Notes et références ».
En analyse numérique, le raffinement de maillage adaptatif (Adaptative Mesh Refinement) est une méthode permettant d'adapter la précision d'une solution dans certaines régions sensibles ou turbulentes de la simulation, de manière dynamique et pendant la durée du calcul de la solution. Lorsque des solutions sont calculées numériquement, elles sont souvent limitées à des grilles quantifiées prédéterminées dans le plan cartésien, qui constituent la grille de calcul ou "maillage". Toutefois, de nombreux problèmes d'analyse numérique ne requièrent pas une précision uniforme dans les grilles numériques utilisées pour le tracé des graphiques ou la simulation informatique, et seraient mieux adaptés si des zones spécifiques des graphiques nécessitant une précision pouvaient être affinées en termes de quantification uniquement dans les régions nécessitant une précision supplémentaire. Le raffinement adaptatif du maillage fournit un environnement de programmation dynamique permettant d'adapter la précision du calcul numérique en fonction des exigences d'un problème de calcul dans des zones spécifiques de graphes multidimensionnels qui nécessitent de la précision, tout en laissant les autres régions des graphes multidimensionnels à des niveaux de précision et de résolution inférieurs.

Cette technique dynamique d'adaptation de la précision de calcul à des exigences spécifiques a été attribuée à Marsha Berger, Joseph Oliger et Phillip Colella, qui ont mis au point un algorithme de maillage dynamique appelé "raffinement adaptatif local du maillage". L'utilisation de l'AMR s'est depuis lors révélée très utile et a été utilisée pour étudier les problèmes de turbulence en hydrodynamique ainsi que pour l'étude des structures à grande échelle en astrophysique, comme dans la simulation cosmologique de Bolshoi.

Illustration de l'utilisation d'une technique de raffinement de maillage pour résoudre un problème d'équations aux dérivées partielles (les équations d'Euler de la dynamique des fluides compressibles) par la méthode des volumes finis. En haut, à gauche, on observe l'évolution temporelle de la densité du fluide. En haut, à droite est représenté le maillage adaptatif qui évolue lorsque la solution du problème change. En bas, à gauche, les niveaux de couleurs représentent la taille de la cellule du maillage (niveau de raffinement). En bas, à droite, est illustré l'équilibrage de charge dynamique, lorsque le calcul est fait un parallèle sur quatre processeurs; la répartition entre processeurs des cellules du maillage est faite en utilisant une courbe de remplissage de l'espace qui permet d'indexer linéairement les cellules.

## Développement de l'AMR
Dans une série d'articles, Marsha Berger, Joseph Oliger et Phillip Colella ont développé un algorithme de maillage dynamique appelé raffinement adaptatif local du maillage. L'algorithme commence par couvrir l'ensemble du domaine de calcul avec une grille cartésienne régulière de base grossièrement résolue. Au fur et à mesure que le calcul progresse, les cellules individuelles de la grille sont marquées pour être affinées, en utilisant un critère qui peut être fourni par l'utilisateur (par exemple, la masse par cellule reste constante, les régions à forte densité sont donc mieux résolues) ou basé sur l'extrapolation de Richardson.
Toutes les cellules marquées sont ensuite affinées, ce qui signifie qu'une grille plus fine est superposée à la grille grossière. Après le raffinement, les parcelles de grille individuelles à un niveau de raffinement fixe sont transmises à un intégrateur qui fait avancer ces cellules dans le temps. Enfin, une procédure de correction est mise en œuvre pour corriger le transfert le long des interfaces grille grossière-grille fine, afin de garantir que la quantité de toute quantité conservée quittant une cellule équilibre exactement la quantité entrant dans la cellule voisine. Si, à un moment donné, le niveau de raffinement d'une cellule est plus important que nécessaire, la grille à haute résolution peut être supprimée et remplacée par une grille plus grossière.
Cela permet à l'utilisateur de résoudre des problèmes totalement insolubles sur une grille uniforme ; par exemple, des astrophysiciens ont utilisé l'AMR pour modéliser un noyau de nuage moléculaire géant en train de s'effondrer jusqu'à une résolution effective de 131 072 cellules par rayon de nuage initial, ce qui correspond à une résolution de 1015 cellules sur une grille uniforme.
Un raffinement avancé du maillage a été introduit par le biais de fonctionnelles. Ces dernières permettent de générer des grilles et d'adapter le maillage. Les fonctions de Winslow et les fonctions de Liao modifiées font partie des fonctions avancées.

## Applications
Lors du calcul d'une solution aux équations des eaux peu profondes, la solution (hauteur d'eau) peut n'être calculée que pour des points situés à quelques pieds les uns des autres - et l'on suppose qu'entre ces points, la hauteur varie de façon régulière. Le facteur limitant la résolution de la solution est donc l'espacement des grilles : il n'y aura pas de caractéristiques de la solution numérique sur des échelles plus petites que l'espacement des grilles. Le raffinement adaptatif du maillage modifie l'espacement des points de grille afin de modifier la précision de la solution dans cette région. Dans l'exemple des eaux peu profondes, la grille pourrait en général être espacée de quelques mètres, mais elle pourrait être affinée de manière adaptative pour avoir des points de grille tous les quelques centimètres dans les endroits où il y a de grosses vagues.
Si la région dans laquelle une résolution plus élevée est souhaitée reste localisée au cours du calcul, il est possible d'utiliser un raffinement statique du maillage, dans lequel la grille est plus finement espacée dans certaines régions que dans d'autres, mais conserve sa forme au fil du temps.
Les avantages d'un système de maillage dynamique sont les suivants :
- Des économies de calcul et de stockage par rapport à l'utilisation d'une grille statique;
- Un contrôle total de la résolution de la grille, comparé à la résolution fixe d'une approche de grille statique, ou à l'adaptabilité lagrangienne de l'hydrodynamique des particules lissées;
- Par rapport aux maillages statiques préréglés, l'approche adaptative nécessite une connaissance a priori moins détaillée de l'évolution de la solution;
- Les coûts de calcul héritent des propriétés du système physique.

En outre, les méthodes AMR ont été développées et appliquées à un large éventail de problèmes de mécanique des fluides, notamment les écoulements diphasiques, les interactions fluide-structure et les convertisseurs d'énergie houlomotrice.